# Borová (Budeč)
Borová (dříve Rabštejn, německy Rabstein) je malá vesnice, část obce Budeč v okrese Jindřichův Hradec v Jihočeském kraji. Nachází se asi 1,5 kilometru jižně od Budče. Je zde evidováno 22 adres. V roce 2011 zde trvale žilo 26 obyvatel.
Borová leží v katastrálním území Budeč o výměře 5,12 km².

## Historie
První písemná zmínka o vesnici pochází z roku 1786.

## Obyvatelstvo
| Rok            | 1869 | 1880 | 1890 | 1900 | 1910 | 1921 | 1930 | 1950 | 1961 | 1970 | 1980 | 1991 | 2001 | 2011 | 2021 |
| -------------- | ---- | ---- | ---- | ---- | ---- | ---- | ---- | ---- | ---- | ---- | ---- | ---- | ---- | ---- | ---- |
| Počet obyvatel | 127  | 99   | 104  | 117  | 103  | 93   | 82   | 68   | 74   | 59   | 44   | 44   | 29   | 26   | 23   |
| Počet domů     | 23   | 22   | 23   | 23   | 23   | 23   | 22   | 22   | 17   | 17   | 13   | 22   | 21   | 22   | 21   |

## Obecní správa
Při sčítání lidu v letech 1850–1988 Borová byla osadou obce Budeč, se kterým patřila nejprve do okresu Dačice, ale od roku 1960 v okrese Jindřichův Hradec. Od 1. ledna 1989 do 31. ledna 1990 byla částí obce Budíškovice v okrese Jindřichův Hradec. Od 1. února 1990 je opět částí obce Budeč v okrese Jindřichův Hradec.